# Google Arts & Culture
Google Arts & Culture, dawniej Google Art Project – przedsięwzięcie internetowe, dzięki któremu użytkownicy mogą uzyskać dostęp do zrobionych w wysokiej rozdzielczości zdjęć dzieł sztuki znajdujących się w zbiorach partnerskich muzeów – uczestników inicjatywy.

## Historia
Projekt zainicjował 1 lutego 2011 Amid Sood, projektant firmy Google we współpracy z Nicolasem Serotą z Tate. Do współpracy przystąpiło 17 muzeów z całego świata, w tym: Tate z Londynu, Metropolitan Museum of Art z Nowego Jorku i Galeria Uffizi z Florencji.
Google Arts & Culture umożliwia dostęp do zdjęć ponad 1061 obrazów 486 malarzy. Google opracował też specjalny pojazd połączony z kamerą do robienia zdjęć panoramicznych (360°) wewnątrz wybranych galerii. Dr Nicholas Penny, dyrektor National Gallery w Londynie powiedział, iż widzowie będą mogli zobaczyć szczegóły i zbadać obraz w taki sposób, w jaki nie było to możliwe wcześniej. Dodał również, iż inicjatywa ta umożliwi współpracę zaangażowanych w nią instytucji w celu dotarcia do nowych odbiorców w skali światowej.
Zbiory w ramach Google Arts & Culture można przeglądać lub odbywać wirtualne wycieczki po muzeach, w których te prace się znajdują. Każdy z prezentowanych obrazów zawiera ok. 7 miliardów pikseli, tj. tysiąc razy więcej niż obrazy z przeciętnych aparatów. Oglądane obrazy można powiększać do takich rozmiarów, aby zobaczyć ślady narzędzia artysty. Zwiedzanie muzeów odbywa się przy pomocy rozwiązania bazującego na Google Street View. Do dyspozycji użytkowników jest 385 sal muzealnych. Możliwe jest zdobycie dodatkowych informacji o obrazie i obejrzenie związanego z nim filmu na YouTube. Dostęp do wnętrz galerii można też uzyskać z poziomu StreetView w Mapy Google. Dzięki funkcji Create an Artwork Collection każdy użytkownik może zbudować własną kolekcję prac i dzielić się nią ze znajomymi lub innymi internautami oraz komentować je.
Przez 12 miesięcy od momentu uruchomienia projektu skorzystało z niego 20 milionów osób. Zbiory Google Arts & Culture po roku szybko wzrosły – w kwietniu 2012 w sieci znajdowały się kolekcje 151 muzeów, które prezentowały ponad 30 000 zdjęć w wysokiej rozdzielczości oraz 46 zdjęć w ultrawysokiej rozdzielczości (np. Wieża Babel Pietera Bruegla). Nowością była integracja Google Arts & Culture z Google+, dzięki której można swoje kolekcje udostępniać na tej platformie, można także pokazywać je w usłudze Hangout aby prowadzić wykłady z historii sztuki lub organizować wirtualne wycieczki po odległych miejscach. Google Art Project pozwala odwiedzającym tworzyć galerie, w których te obrazy mogą być oglądane obok siebie, i gdzie również znajdują się linki do odpowiednich zbiorów muzealnych, (jeśli takie istnieją).

## Google Arts & Culture w Polsce
3 kwietnia 2012 w Muzeum Pałacu w Wilanowie odbyła się premiera polskiej wersji Google Art Project. Na początek udostępniono zbiory Muzeum Pałacu Króla Jana III w Wilanowie (55 dzieł 39 artystów) i Muzeum Sztuki w Łodzi (80 dzieł 44 artystów). W tym samym roku na platformie ukazały się wystawy „Jan Karski. Bohater ludzkości” przygotowana przez Muzeum Historii Polski oraz „Tragiczna miłość w Auschwitz” i „Zanim odeszli” Państwowego Muzeum Auschwitz-Birkenau. We wspólnej inauguracji wystaw brał udział Minister Kultury i Dziedzictwa Narodowego – Bogdan Zdrojewski.
Od 2019 na platformie są dostępne zbiory i wnętrza Sejmu. W 2020 roku z okazji 100. rocznicy urodzin Karola Wojtyły Centrum Myśli Jana Pawła II opublikowało pierwszą, pełną wystawę poświęconą Janowi Pawłowi II - "Karol Wojtyła. Narodziny".

## Wybrane prace

### Sztuka światowa

Sandro Botticelli, Narodziny Wenus, ok. 1485, Galeria Uffizi
Pieter Bruegel, Żniwa, 1565, Metropolitan Museum of Art
Rembrandt, Straż nocna, 1642, Rijksmuseum
James McNeill Whistler, Księżniczka z Krainy Porcelany, 1863–65, Freer and Sackler Galleries
Vincent van Gogh, Gwiaździsta noc, 1889, Museum of Modern Art

### Sztuka polska

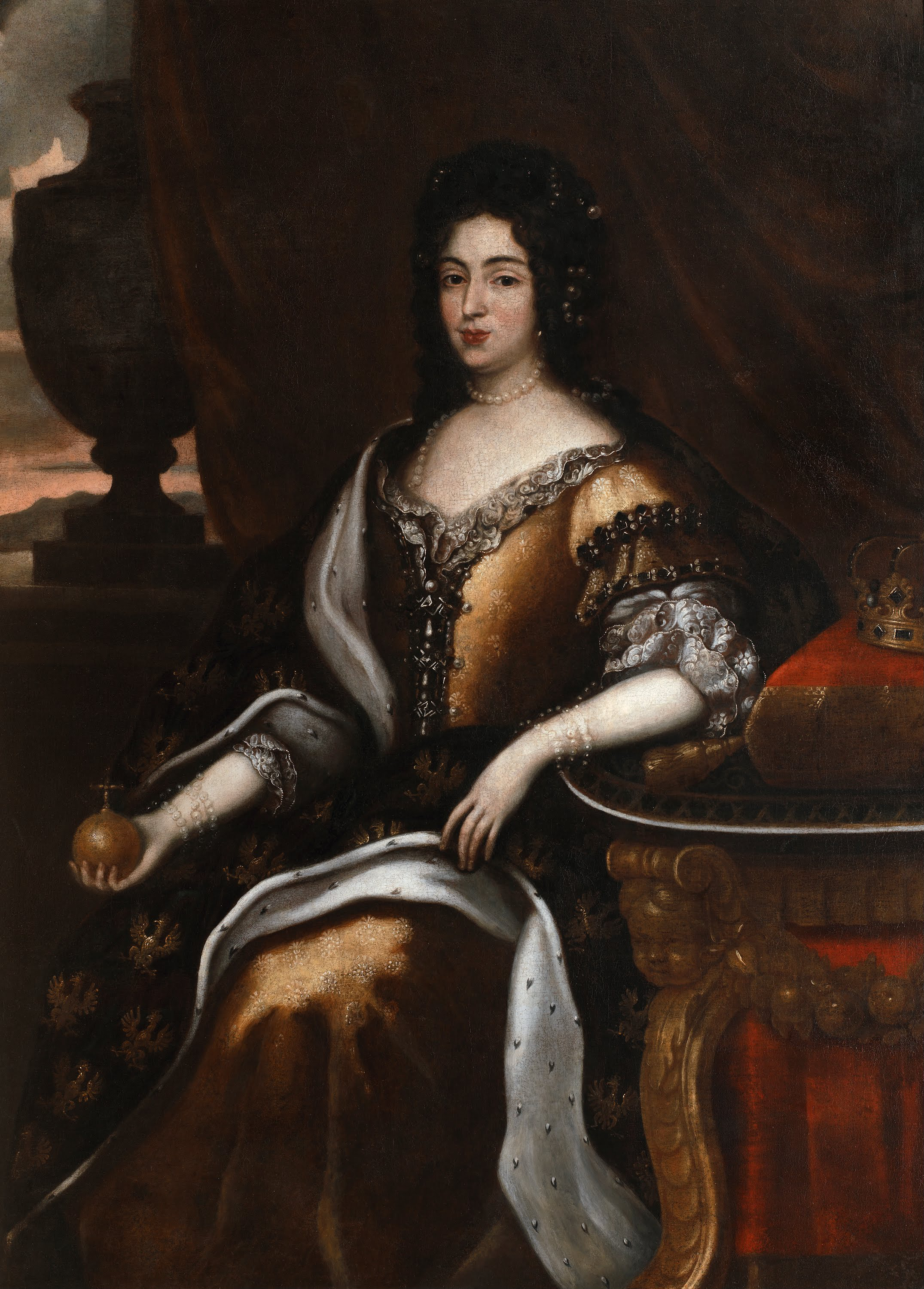
Jan Tricius, Portret Marii Kazimiery, ok. 1676, Muzeum Pałacu Króla Jana III w Wilanowie
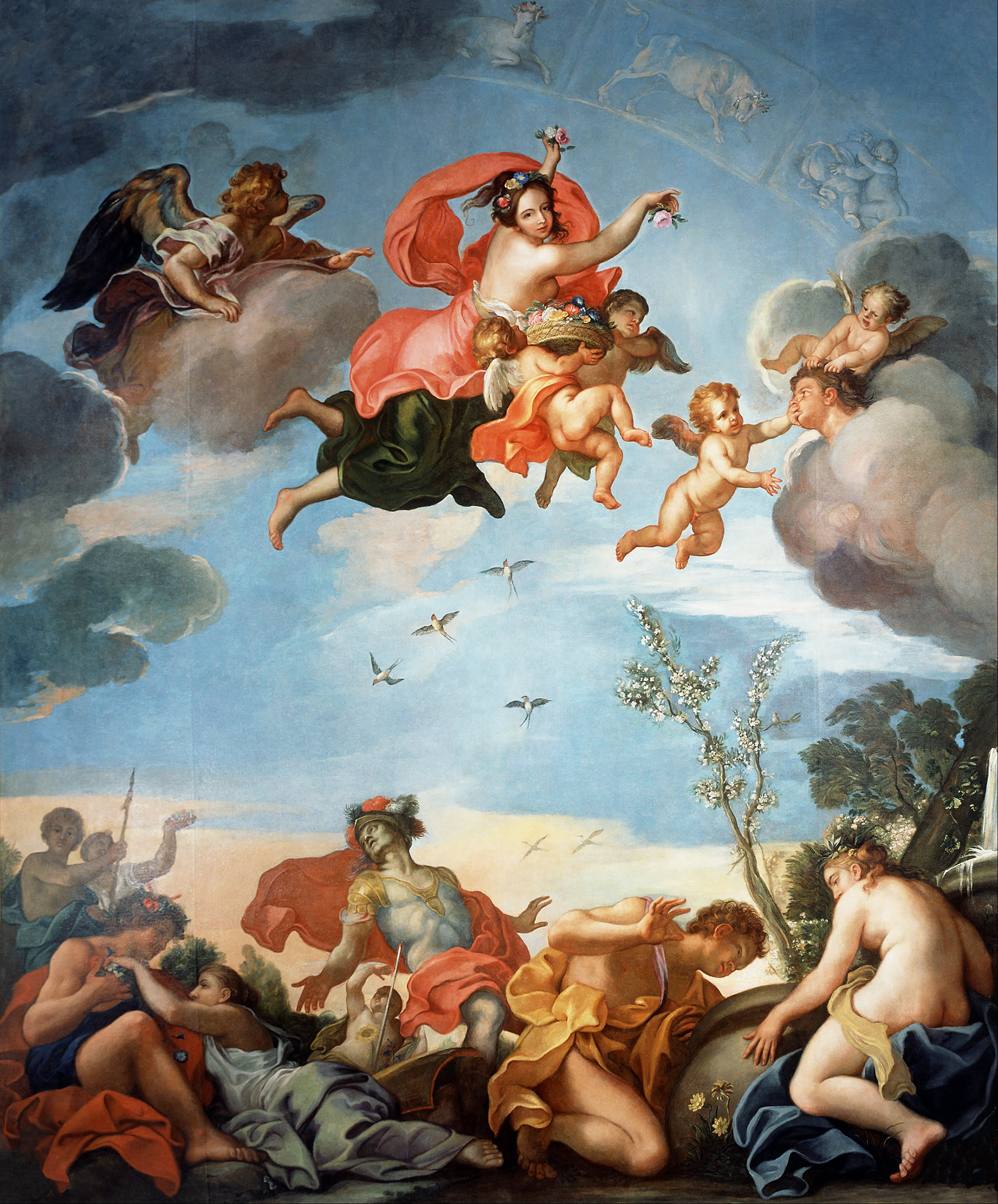
Jerzy Siemiginowski-Eleuter, Alegoria wiosny, po 1680, Muzeum Pałacu Króla Jana III w Wilanowie
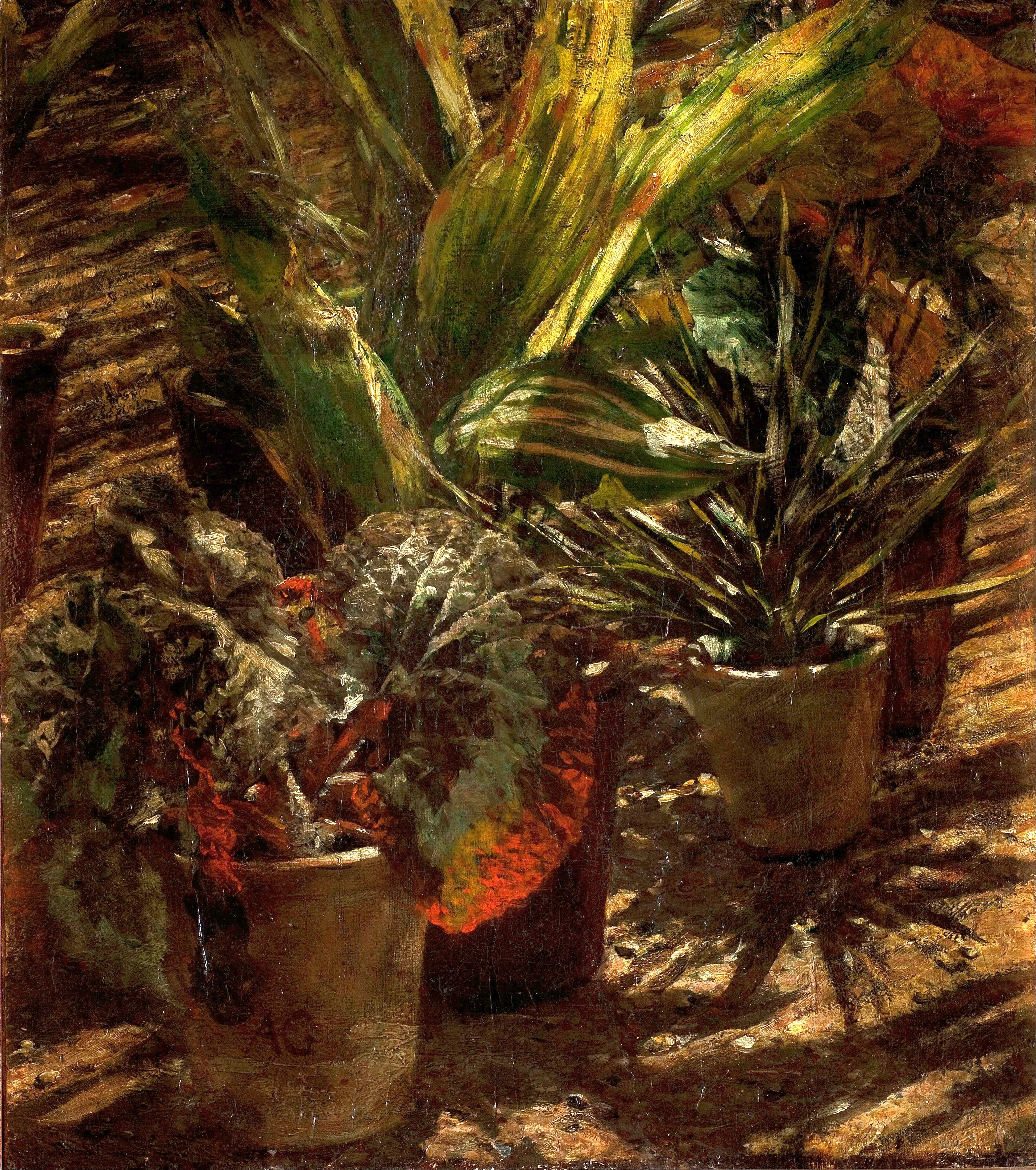
Aleksander Gierymski, Begonie, 1876 – 1880, Muzeum Sztuki w Łodzi
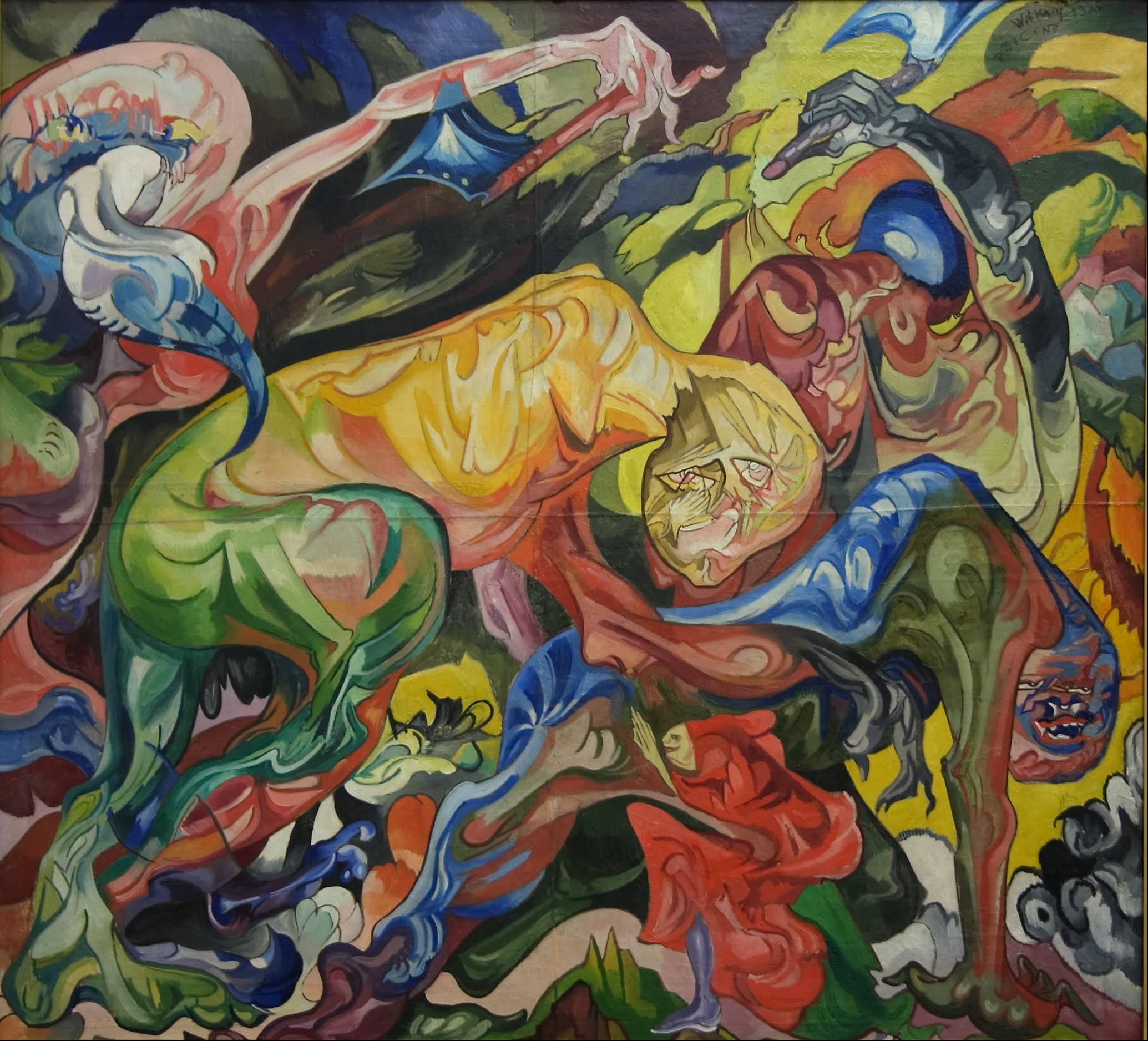
Stanisław Ignacy Witkiewicz, Walka, 1921–1922, Muzeum Sztuki w Łodzi
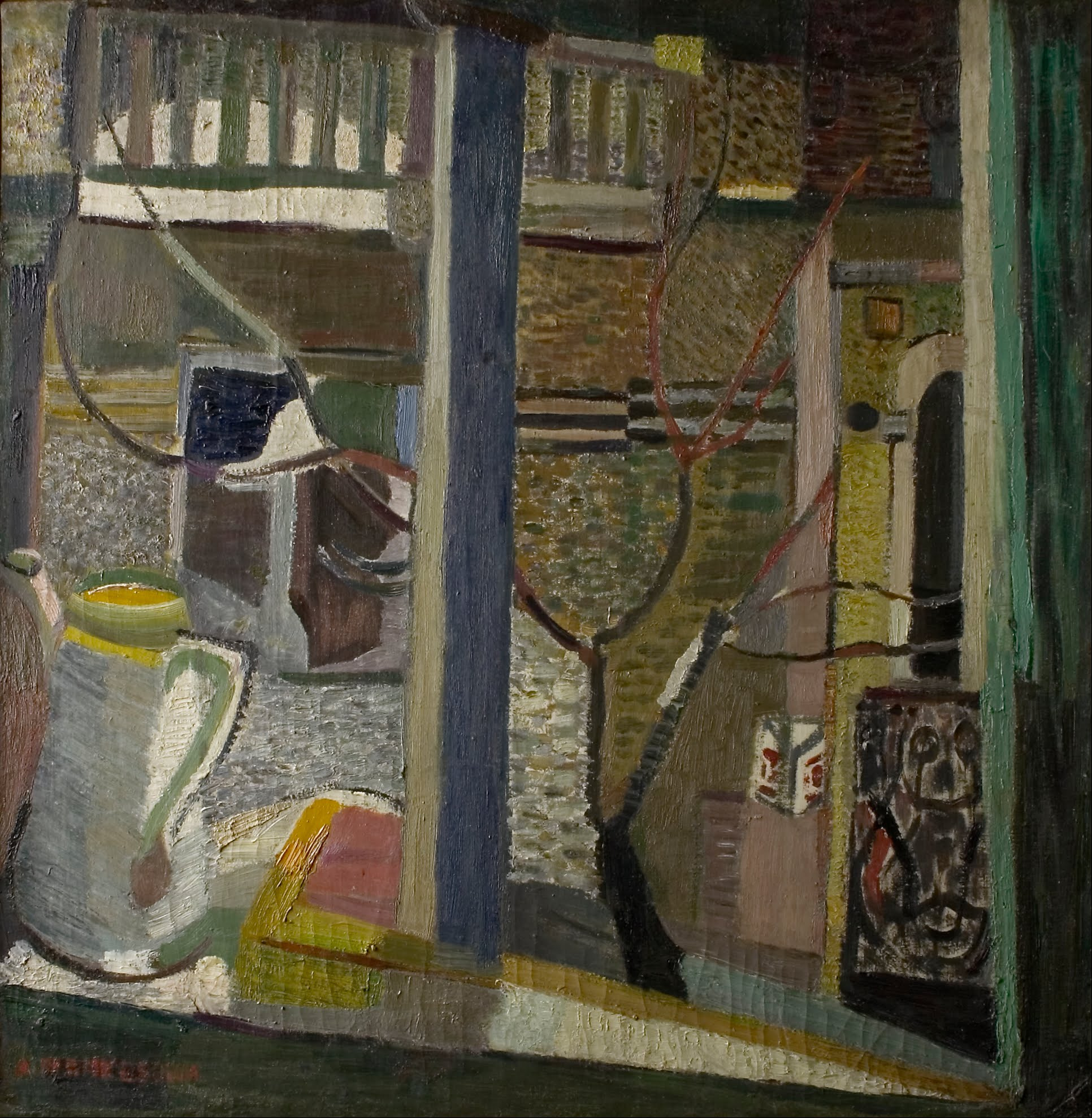
Aniela Menkesowa, Kompozycja, 1935, Muzeum Sztuki w Łodzi